# Chon Tash
Chon Tash (in kirghiso Чоң-Таш?, Çoŋ-Taş; in russo Чон-Таш?, Čon-Taš; lett. "grande roccia") è un piccolo villaggio (Kishlak) nella regione di Čuj in Kirghizistan, sito a sud del capoluogo Biškek.
Esso fu fondato negli anni trenta allorché la popolazione locale, abitualmente nomade, venne costretta dalle autorità sovietiche ad insediarvisi stabilmente.
Oggi è una stazione sciistica e località turistica.
Nel 1938, quando il Kyrgyzstan faceva parte dell'Unione Sovietica, Chong-Tash era una delle sedi delle esecuzioni sommarie operate dal NKVD, parte delle Grandi purghe 137 persone, politici, insegnanti, scienziati ed altri professionisti ed intellettuali vennero segretamente prelevati dalle prigione di Bishkek (allora denominata Frunze) e fucilati; i loro corpi vennero gettati in un forno di mattoni, in una località gestita dal NKVD nei pressi del villaggio. Queste esecuzioni facevano parte del piano di soppressione dei movimenti nazionalisti nell'Asia centrale, deciso da Stalin.
Uno dei fucilati fu Törökul Aitmatov, padre dell'autore chirghiso Chinghiz Aitmatov.
La località venne scoperta nel 1991, dopo che il Kirghisistan aveva ottenuto l'indipendenza dall'Unione Sovietica. Il custode della località aveva giurato allo NKVD (successivamente divenuto KGB) di mantenere in proposito il segreto, ma questi, sul letto di morte, rivelò alla figlia il luogo ov'erano stati gettati i cadaveri dei fucilati e la figlia lo rivelò alle autorità. I corpi vennero quindi riesumati e inumati in una tomba monumentale poco fuori del villaggio chiamata Ata-Beyit ("Tomba dei nostri padri"). Alla cerimonia dell'inumazione parteciparono l'allora presidente del Kirghisistan, Askar Akayev, altri dignitari kirghisi ed i parenti rimasti in vita delle vittime.